# Mondo Bizzarro
Mondo Bizzarro, conosciuto anche come Arret (in originale Htrae) è un pianeta immaginario nell'universo DC. Introdotto nei primi anni sessanta, Mondo Bizzarro è un pianeta a forma di cubo, casa di Bizzarro e dei suoi compagni, inizialmente versioni Bizzarro di Superman, Lois Lane e i loro figli. Più tardi, furono creati altri Bizzarro, fra cui Bizzarra, Bizzarro-Flash, Lanterna Gialla, Bizzarro-Mxyzptlk e Batzarro, il Detective Peggiore del Mondo.

## Concezione
Nel mondo Bizzarro di Arret (Terra al contrario; in originale Htrae, contrario di Earth), la società è regolata dal Codice Bizzarro che afferma «Noi fare tutto in opposizione alle cose Terrestri! Noi odia bellezza! È un grave crimine fare qualcosa di perfetto nel Mondo Bizzarro!». In un episodio, per esempio, un venditore stava concludendo un affare vendendo a Bizzarro delle azioni «Garantite per farti perdere soldi». Più tardi, il sindaco chiese a Bizzarro di investigare su un crimine, «Perché sei più stupido dell'intera forza di polizia messa insieme». Questo è inteso e preso come un complimento.
Originariamente un pianeta normale, ora è un pianeta a forma di cubo, da quando Superman fu condannato a fare qualcosa di perfetto al Codice Bizzarro di Arret, sottolineando che il Mondo Bizzarro aveva una forma perfetta e fu d'accordo nel renderlo un cubo se la sua pena fosse stata commutata.
Storie successive introdussero versioni Bizzarro del mondo di Superman, come Bizzarro-Perry White e Bizzarro-Jimmy Olsen, creati utilizzando un raggio duplicatore su altri personaggi oltre che Superman e Lois Lane, così come i figli di Bizzarro e Lois. Ci fu anche una Bizzarro Justice League e una Bizzarro-Legione dei Super Eroi: la Bizzarro League e la Legione degli Stupidi Eroi. Bizzarro-Batman portava una cintura di equipaggiamento piena di cicche di sigarette, chewing gum e altri tesori Bizzarro privi di valore. Lanterna Gialla non aveva nessun potere dal suo anello del potere. Bizzarro-Aquaman non sapeva nuotare. C'era anche una Bizzarro-Marilyn Monroe, la più brutta di tutti.
Racconti dal Mondo Bizzarro divenne un segmento ricorrente in Adventure Comics dal 1961 al 1962. Golem animati di Kryptonite blu furono eruttati dalla superficie di Arret, propensi a battere i Bizzarro ed erano festeggiati dalle Bizzarro Lois.
In un'occasione, Keith Giffen raffigurò Arret come "senziente" - «Io è il Mondo Bizzarro. Il pianeta Terra non pensa...prima, io sì» - ed il solo abitante sano era l'insetto in agguato.
Nei nuovi fumetti, Bizzarro vive in una Metropolis cimitero che egli chiama «Cimitero della Solitudine».
Nella storia immaginaria Che cosa è successo all'Uomo del Domani?, che servì da conclusione della continuazione di Superman della Silver Age, Bizzarro numero 1 fu influenzato verso la fine dal malvagio Mr. Mxyzptlk. Rendendosi conto che il raggiungimento del fine del Codice Bizzarro doveva smettere di essere «un perfetto duplicato imperfetto» di Superman ed essere un «imperfetto duplicato perfetto» di Superman. Alla fine, Bizzarro numero 1 distrusse il Mondo Bizzarro perché se la stessa esisteva, il Mondo Bizzarro non doveva.
Dopo Crisi sulle Terre infinite, la miniserie Man of Steel ricostituì la continuity di Superman. I curatori editoriali e gli scrittori della DC Comics considerarono il Mondo Bizzarro come sciocco e infantile, così non reintrodussero il Mondo Bizzarro nella ricostruzione. Sebbene in Superman (vol. 2) n. 87, il secondo clone Bizzarro post-Crisi creò un "Mondo Bizzarro" che non era altro che una ferramenta costruita da sembrare simile alla vera Metropolis. Tuttavia, il Joker super potenziato della Quinta Dimensione ricreò la Terra nella forma del pianeta-cubo del Mondo Bizzarro, popolato da strani e bizzarri abitanti. Infine il Joker fu sconfitto e ritornò al suo stato normale.
Un Mondo Bizzarro davvero commovente comparve in Adventures Comics (vol. 2) n. 1. Qui Bizzarro chiede che un tecnico riuscisse a fare il modo di radiodiffondere il suo diario. Non avendo scelta, il tecnico guardò il diario, che raccontava la storia della passata versione del Mondo Bizzarro. Superman si ritrovò lì inconsciamente e, trovando che le persone lo temevano, andò in una "furia costruttiva". Il Bizzarro originale, alias Bizzarro numero 1, andò sulla Terra e tentò di fermare Superman con l'aiuto dei suoi amici. Tuttavia, quando gli altri Bizzarro tentarono di uccidere Superman, numero 1 li fermò dicendo che uccidere è una caratteristica terrestre e che loro devono fare l'opposto. Capendo ciò, per quanto il Mondo Bizzarro potesse essere strano, i suoi abitanti erano più al sicuro e più felici di quelli della Terra grazie al comando di Bizzarro numero 1, Superman si scusò. Per mostrare la sua sncerità nascose una copia del Codice bizzarro dove nessuno lo avrebbe potuto vedere. Le persone tennero una parata in onore di numero 1 e con sua moglie Bizzarro-Lois e loro figlio, Bizzarro-Junior numero 1 al suo fianco, Bizzarro pianse dicendo "Io essere...la creatura più felice dell'universo". Quando il tecnico finì di leggere tutta la storia, vide Bizzarro andarsene e, orripilato, chiese se il diario non fosse una copia del Codice Bizzarro. Altrove, Bizzarro, che non aveva una casa e famiglia ed era tenuto in disprezzo da Superman, pianse perché era la cosa più miserabile dell'universo.
La forma indistinguibile del Mondo Bizzarro comparve brevemente nelle pagine di Crisi Infinite insieme alle altre Terre nello spazio. Un primo piano, chiamata Terra-0, è vista dove un Bizzarro sorridente sta strangolando una Bizzarro-Lois, con Bizzarro-Hawkman, Jimmy Olsen e Perry White in piedi accanto a lui e sorridenti.
Un pianeta con la forma di un cubo, popolato da Bizzarro assortiti, fu scoperta ad orbitare intorno ad un sole blu da una pattuglia spaziale di Thanagariani.
In Action Comics n. 855, Bizzarro catturò Jonathan Kent e lo portò sul suo mondo, facendosi di conseguenza seguire da Superman.
Fuori dalla continuità della DC, All Star Superman numeri 7 e 8 ebbero una storia in cui ritornarono su Htrae e Bizzarro, in cui il pianeta cubico senziente attaccò la Terra finché Superman non intervenne, e che sfortunatamente ebbe un'esperienza riguardo alla perdita delle abilità dovuto alla supergravità di Htrae, ritirandosi dalla sua sfera personale, così come il dispositivo che replicava le radiazioni del sole rosso, rinvigorendo i suoi super poteri. Su questa Htrae revisionata, Superman incontrò il duplicato Bizzarro di Batman, di Jor-El e Zibarro, un duplicato perfetto di Superman. Ci fu persino un duplicato imperfetto della Statua della Libertà visibile sullo sfondo, sebbene senza nome. Alla fine della storia, Htrae svanì nel sottoverso, una nuova dimensione appena scoperta.

## Altri media
- Il Mondo Bizzarro fece la sua prima comparsa televisiva in The Super Powers Team: Galactic Guardians, nell'episodio "The Bizarro Super Power Team". È stranamente popolata da innumerevoli Bizzarro-Supermen, comandati dal Bizzarro originale.
- Nell'episodio del cartone animato Superman: La Serie Animata Il Mondo di Bizzarro, Bizzarro trovò la Fortezza della Solitudine dove interagì con Brainiac e scoprì le sue "origini". Presto creò un suo pianeta Krypton in una sezione di Metropolis e utilizzò un museo come Casa degli El. Più tardi, Superman diede a Bizzarro un suo mondo da proteggere, una luna con vegetazione e un cielo verde, pianeta simile a Saturno, e molte altre lune. L'episodio si basa sul fumetto Superman (vol. 2) n. 87. Nell'episodio seguente "Little Big Head Man", Bizzarro ripopolò il suo mondo con manichini fatti di rami e pietre, fingendo di proteggerli. Nella sua Fortezza della Solitudine, ci sono anche manichini del suo "Papi" e della sua "Mami" sorreggenti un pianeta simile ad un cubo. Mr. Mxyzptlk comparve e lo imbrogliò facendolo tornare sulla Terra e facendogli attaccare Superman. Bizzarro ritornò infine sul suo pianeta con la sua nuova spalla, Mxyzptlk, che fu temporaneamente privato dei suoi poteri.

## Nella cultura di massa
Il concetto di "Bizzarro" è stato introdotto nella cultura popolare dove è divenuto il significato di ogni cosa stranamente mutilata o deforme, non confinata alle pubblicazioni dei personaggi DC Comics, così ha avuto vita il concetto di Mondo Bizzarro.

### Buffyverse
Il personaggio di Cordelia Chase delle serie TV Buffy l'ammazzavampiri e Angel si riferì a quel concetto in diverse occasioni.
- Nell'episodio "Reptile Boy" della seconda stagione di Buffy, Cordelia dice a Xander Harris che essere accettato in una confraternita di uomini ricchi e potenti per lui potrebbe accadere solo "nel Mondo Bizzarro".
- Nell'episodio "Il Desiderio" della terza stagione di Buffy, la puntata si svolge in una realtà alternativa desiderata da Cordelia. Dopo essersi resa conto che le versioni vampiro di Xandir e Willow Rosemberg sono partner, Cordelia escalama: "Non è possibile! Ho desiderato Bizzarro-landia, e quei due stanno ancora insieme!? Non riesco a vincere!".
- Nell'episodio "You're welcome" della quinta stagione di Angel, Cordelia si sveglia da un coma e scopre che Spike ha riottenuto la sua anima e che Angel lavora per Wolfram & Hart. OK, Spike è un eroe, e tu sei demone dell'Inferno, Inc. In quale strano mondo Bizzarro mi sono svegliata!?"

Anche Buffy Summers si riferì al Mondo Bizzarro nell'episodio Gone della sesta stagione. A seguito di una discussione tra lei e il suo amore di allora, Spike, Buffy se ne andò a casa brontolando tra sé: «Non ci credo. Mi ha tirato fuori. Sono, tipo, caduta in un'altra dimensione? È per caso il Mondo Bizzarro?».

### Saturday Night Live
Nei primi anni ottanta, il Saturday Night Live fece una serie di sketch con una raffigurazione umoristica della vita sulla Terra che prendeva posto sul Mondo Bizzarro. Gli abitanti di Bizzarro facevano cose al contrario, come accendere l'aria condizionata per riscaldare l'ambiernte, o sosrseggiare bicchieri di sabbia per dissetarsi.

### Altre referenze
- Captain Hero della serie animata Drawn Together si riferisce al Mondo Bizzarro nell'episodio "Gay Bash", perché secondo lui, il suo personaggio non è che un Bizzarro Captain Hero che non ha avuto altro nome che Bizzarro Captain Hero. Sebbene non sia lo stesso posto mantiene le stesse caratteristiche del Mondo Bizzarro, tranne il fatto che parlano normalmente. Captain Hero in Drawn Together credeva di essere a Bizzarro-landia, piuttosto che in un bagno pubblico alla stazione degli autobus che vendeva cartoline di Bizzarro-landia, finché non ebbe un incontro sessuale con il suo doppione Bizzarro.
- Nell'episodio "The One With Mrs. Bing" della prima stagione della serie TV Friends, dopo che Ross baciò la madre di Chandler, Joey disse: "Non è stato un grosso affare!". Ross disse: "Okay" e Joey rispose: "Nel Mondo Bizzarro!".
- In "I Am Furious Yellow", un episodio della tredicesima stagione dei Simpson, l'Uomo Fumetti riceve una visita meno che amica dal creatore della Marvel Comics Stan Lee. Quando Lee esce dal negozio, l'Uomo Fumetti grida eccitato: "Stan Lee mi ha insultato! Ma nel Mondo Bizzarro questo significa che gli piaccio!".
- La DC pagò un tributo al Mondo Bizzarro in Cartoon Network Presents numero 12. La storia principale vedeva Peter Protamus e So-so visitare una versione del Mondo Bizzarro, abitato dalle versioni Bizzarro dei personaggi di Hanna-Barbera, dove l'Orso Yoghi preferiva pulire il Parco di Yellowstone piuttosto che rubare i cestini da pic-nic, Mr. Peebles non voleva vendere Magilla Gorilla, e Wally Gator voleva stare allo zoo. Questa versione del Mondo Bizzarro fu più tardi visitata da Elroy Jetson in gli Antenati e I Jetsons n. 19. In entrambi i fumetti, il Mondo Bizzarro ha la forma di una piramide invece che di un cubo.

Il commentatore della WWE Jerry "The King" Lawler si riferì al Canada come Mondo Bizzarro perché i canadesi erano noti per essere wrestler cattivi.